# Hostile Waters: Antaeus Rising
Hostile Waters: Antaeus Rising (с англ. — «Враждебные воды: Возрождение „Антея“») — компьютерная игра 2001 года от британской компании Rage Games Limited. Является смесью симулятора и стратегии в реальном времени. Вдохновлением послужила игра 1988 года «Carrier Command».

## Сюжет
Сюжет был написан автором Уорреном Эллисом. Роль рассказчика принял актёр Том Бейкер, известный своей ролью четвёртой инкарнации Доктора в телесериале «Доктор Кто». Также в озвучивании игры приняли участие Пол Дэрроу и Глинис Барбер, известный по съёмкам в телесериале «Семёрка Блейка».
В 2012 году, завершилась последняя война на Земле. Эта война велась между коррумпированными властями и народом. «Старая гвардия» фундаменталистов была повержена, как и сами правители, за исключением нескольких лидеров, которым удалось ускользнуть от правосудия. В течение последующих двадцати лет, мир был перестроен в великую утопию, простирающуюся далеко за пределы Луны. В этом людям помогли нанотехнологические ассемблеры — универсальные нанороботы, позволяющие создать любое вещество из энергии и отходов. Поначалу, эту технологию разработали для военных целей, но после войны, Министерство технологий (МиниТех) позволило всем гражданам вкусить плод прогресса, навсегда избавляясь от таких понятий как деньги. Производственные автоматы, в которых находились наноробты, позволяли любому желающему получить еду и одежду. Все такие универсальные производственные машины стали называть наноассемблерами.
Удар пришёл внезапно. Многие крупные города по всему миру подверглись ракетным атакам. Местом запуска оказался рукотворный островной архипелаг в южной части Тихого океана. Был выслан отряд спецназа для уничтожения ракетных шахт. Но вскоре после этого, Министерство разведки (МиниРаз) теряет связь с отрядом. В отчаянии Централ, глобальное правительство Земли, реактивирует программу «Антей» — серию боевых кораблей способных создать любую боевую платформу с помощью бортового наноассемблера. За двадцать лет до этого после окончания войны все корабли этого класса были уничтожены либо разобраны. Лишь два из них с бортовыми номерами «00» и «04» были затоплены на всякий случай. Корабль с номером «04» не отвечает на сигнал реактивации, и лишь прототип с бортовым номером «00» отвечает на сигнал и всплывает на поверхность. За долгие годы, проведённые на морском дне, корабль получил значительные повреждения и требует срочного ремонта для восстановления всех его возможностей. Кроме наноассемблеров, на корабле также присутствует несколько чипов — «ловцов душ», являющихся копиями матриц сознания погибших членов экипажа корабля.
Агрессорами оказываются члены старой гвардии, которые спрятали на островах тысячи солдат и боевых систем когда им стало ясно, что война проиграна. Войска этого так называемого Кабала имеют тысячекратное численное превосходство над армией Централа. Кроме того, учёные Кабала также создали органические машины в виде пришельцев чтобы создать видимость вторжения извне. Чтобы повысить характеристики своей военной техники старого образца, даже были созданы образцы военной техники с использованием технологий «пришельцев». Также на основе нанороботов-сборщиков учёными Кабала были созданы нанороботы-уничтожители, которые должны были использоваться как начинка боеголовок. Но лидеры Кабала довольно быстро осознали, что теряют контроль над созданными ими существами, которые в итоге убивают верхушку Кабала и начинают распространяться по Земле, изменяя климат, чтобы уничтожить человечество и сделать планету более пригодной для них. Для этой цели существа создают огромный дисассемблер, но «Антею» удаётся их остановить. Существа затем пытаются сбежать в космос и колонизировать другие планеты, запуская огромное количество «камней культуры», информационных носителей, способных воссоздавать существ по шаблону. У Централа не остаётся выбора кроме как использовать наноассемблер «Антея» вместе с трофейным дисассемблером чтобы создать бомбу огромной силы и взорвать её в центре последней вражеской цитадели, являющийся живым островом, выращенным в океане. Несмотря на ожесточённое сопротивление существ, план людей удаётся, и «Антей» вместе с капитаном и экипажем жертвуют собой чтобы спасти мир. Финальный ролик также показывает, что дизассемблер и бортовой наноассемблер «Антея» после гибели корабля сближаются на морском дне, прорастая друг в друга, создавая нечто доселе неизвестное и неизведанное. Видео после титров показывает два «камня культуры», запущенных в космос во время взрыва «Антея».
Игрок принимает роль безымянного капитана «Антея», которого посылают к архипелагу чтобы остановить действия Кабала. Сотрудники новых структур, правящих Землёй, — Черч и Уокер — направляют «Антей», снабжая капитана корабля информацией, разведданными и рекомендациями по предстоящей операции.

## Обзор
| Сводный рейтинг       | Сводный рейтинг |
| Агрегатор             | Оценка          |
| --------------------- | --------------- |
| GameRankings          | 82,19 %         |
| Metacritic            | 80 / 100        |
| Иноязычные издания    |                 |
| Издание               | Оценка          |
| GameRevolution        | B+              |
| GameSpot              | 8,5 / 10        |
| Русскоязычные издания |                 |
| Издание               | Оценка          |
| Absolute Games        | 85 %            |
| «Страна игр»          | 8,5             |

Каждое задание происходит возле вражеского острова, защищённого различными видами зенитной и противотанковой обороны, а также артиллерией и радарами, позволяющими противнику отслеживать перемещения войск игрока. Также на островах присутствуют комплексы по производству боевых единиц, которые снабжаются ресурсами в виде нефтяных вышек. Также для бесперебойного производства используются накопители энергии, заряжаемые от вышек и способные на некоторое время снабжать производство после уничтожения нефтяных вышек. Каждая группа производств питается от «своих» вышек. В начале миссии производство находится на минимальном уровне, и только после обнаружения игрока разворачивается на полную мощность, направляя навстречу игроку всё новые и новые волны техники.
Боевая техника Кабала представлена танками, самоходными артиллерийскими установками и вертолётами, в некоторых случаях дополнительно появляются конвертопланы, которые играют роль бомбардировщиков. Каждый вид боевых единиц реализует свою тактику.
Вся техника игрока строится на «Антее» и может быть доставлена на сушу при помощи воздушного транспорта «МагПи», а также при помощи транспортного вертолёта, который игрок может построить самостоятельно, если «МагПи» будет уничтожен. Техника создаётся с помощью энергии, которую можно пополнить собирая разнообразный «мусор» на островах — любые металлические конструкции, во множестве расположенные в зоне операции. Также можно собирать металлолом, оставшийся от вражеских единиц, и «камни культуры», которые остаются после уничтожения биомашин и зданий «пришельцев». Машины игрока уничтожаются бесследно. «Антей» может анализировать предметы прежде чем превращать их в энергию, позволяя игроку пополнять парк используемой техники (ведь техника «Антея» устарела на 20 лет). Также дополнительные виды техники и вооружения игрок получает за счёт чертежей, переданных МиниТехом. Техника представлена вертолётами, гусеничными платформами и амфибиями, а также универсальной стационарной оборонительной платформой. Вооружение представлено различными ракетно-пушечными установками, а также футуристичным оружием. Особицей стоит наземный гусеничный транспортер «Скарабей», который используется только как платформа для размещения сборщика ресурсов или установки для ремонта техники.
Каждый вид боевой техники имеет определённые преимущества и недостатки. То же самое касается каждой личности на чипах — «ловцах душ».
В меню строительства игрок может, используя своего рода конструктор, определить оснащение производимой единицы техники, выбрав вооружение и различные дополнительные системы, которые могут быть установлены в узлы крепления на платформах. На этом же этапе при оснащении машины оборудованием «ловца душ» предоставляется выбор «пилота» (личности), который будет управлять техникой. Чем больше «пилот» управляет определённой платформой и вооружением, тем более опытным он становится, тем эффективнее управляет и больший урон оружием наносит. Различные платформы имеют разное количество узлов крепления, а вооружение будет иметь разную мощность и даже форму в зависимости от того, на какой платформе установлено. Установка различных систем позволяет как превратить единицу в бронированный таран с разрушительным орудием, так и сделать быструю лёгкую единицу для разведки и нападений в стиле «ударил-убежал». Всего в одной миссии единомоментно под управлением игрока может находиться 10 единиц как оснащённых «ловцом душ», так и лишённых его, поэтому может потребоваться замена техники для наибольшего соответствия задачам и боевой ситуации. Для этого единица может быть доставлена к «Антею» для сбора над центральным анализатором или «собрана» в поле при помощи модуля сбора ресурсов, при этом часть энергии, затраченная на производство машины, вернётся.
В игре существует три вида управления войсками. Первый вид предоставляет игроку полный контроль над боевой единицей в стиле игр-симуляторов. Этот вид — единственный не требующий присутствия «ловца душ». Второй вид — управление войсками из режима симулятора путём использования функционала меню управления. Единицам могут быть отданы команды на выполнение действий в зоне прямой видимости игрока. Большим недостатком является невозможность одновременного прямого управления несколькими единицами — для отдачи приказов необходимо выбрать единицу, которой будет дан приказ. Третий вид представляет собой типичный режим тактической стратегии в реальном времени — команды войскам отдаются посредством схематической карты местности в командной рубке «Антея», при этом игрок может определять поведение войск, а также отдавать более сложные приказы с помощью маркеров на карте, которые выстаиваются в серию последовательных команд. Второй и третий виды управления требуют присутствия на всех активных боевых единицах чипов — «ловцов душ». Во время работы в тактической комнате игра ставится на паузу, что позволяет тщательно проанализировать ситуацию и раздать приказы. Следует заметить, что нельзя использовать одну и ту же личность одновременно на нескольких машинах, как и несколько личностей на одной машине. Смена техники для личности возможна только при уничтожении или переработке нынешней машины.
Сам «Антей», по большей части, представляет собой беззащитную стационарную базу. В более поздних заданиях, после ремонта в доке в конце первой «кампании», игрок получает доступ к артиллерийским орудиям «Антея», которые можно использовать только несколько раз за задание из-за ограниченного боезапаса. Также можно, пожертвовав частью наступательного потенциала, построить одно или несколько оборонительных орудиий, как управляемых «ловцами душ», так и без них. На некоторых миссиях без этого не обойтись, поскольку корабль будут атаковать целенаправленно. В последнем задании «Антей» движется по определённому маршруту, что добавляет сложности для игрока, так как корабль постоянно приближается к вражеским укреплениям.

## Особенности игры
Разделение оборонительных систем и единиц противника на противодействие наземной или воздушной технике игрока абсолютно — ПВО никогда не будет стрелять по наземным единицам, даже если они будут находиться на уровне башен ПВО или над ними. И наоборот, танки не будут стрелять по вертолётам, даже если они будут низко над землёй. Эта особенность позволяет в значительной мере «жульничать» игроку, пользуясь такой настройкой местного интеллекта. Имеется и ряд исключений.
ПВО имеет ограниченный радиус действия, но за счёт большого количества точек может представлять ощутимую опасность. Представлено пушечным вооружением, ракетных комплексов нет.
Гусеничная и колёсная техника обладает своеобразной физикой, зачастую застревает или переворачивается на складках местности, что требует внимания и осторожности при прямом управлении или назначении маршрута.
Противник не может ремонтировать технику и здания — повреждённая техника не пытается отступить для ремонта и продолжает атаку до полного уничтожения. Лишь при нападении группой повреждённые единицы отступают на второй план, пытаясь переключить внимание игрока на менее повреждённые или ещё не получившие повреждения машины.
Амфибии под управлением игрока обладают почти абсолютной проходимостью, за исключением вертикальных стенок, что позволяет использовать их как универсальные единицы для разведки и нападений на удалённые от передовой объекты.
В игре осталась нераскрытая сюжетная ветка. Во вступительном ролике кампании в беседе с Черч Уокер упоминает, что самой большой проблемой для создателей «Антея» было решение проблемы с экипажем. И если вопросы с пилотами для техники снимались чипами «ловца душ», то с капитаном всё оказалось не так просто: это должен был быть человек с живым мозгом. Как эту проблему решили, осталось загадкой — брифинг о программе «Антей» для Черч прерывает начальник Уокера с сообщением о принятии Централом окончательного решения о реактивации «Антея». В дальнейшем вопрос о том, кто же на самом деле капитан корабля, не раскрывается. По финальному ролику игры становится ясно, что во время взрыва и гибели корабля капитан был на борту до самого конца.